# Forêt humide Quinault
Pour les articles homonymes, voir Quinault.
La forêt humide de Quinault est une forêt pluviale tempérée qui fait partie du parc national Olympique et de la forêt nationale Olympique dans l'État américain de Washington. La forêt humide est située dans la vallée formée par la rivière Quinault et le lac Quinault. La vallée est appelée la "Vallée des Géants de la Forêt" en raison du nombre d'espèces d'arbres de taille record qui s'y trouvent. Les plus grands spécimens de cèdre rouge de l'Ouest, d'épinette de Sitka, de pruche de l'Ouest, de cèdre d'Alaska et de pruche de montagne se trouvent dans la forêt ainsi que cinq des dix plus grands sapins de Douglas. La forêt reçoit en moyenne 12 pieds de pluie par an. On pense que c'est la zone avec le plus grand nombre d'espèces d'arbres géants de taille record dans la plus petite zone du monde. Il possède les plus grands arbres du monde en dehors de l'État de Californie et de la Nouvelle-Zélande. 

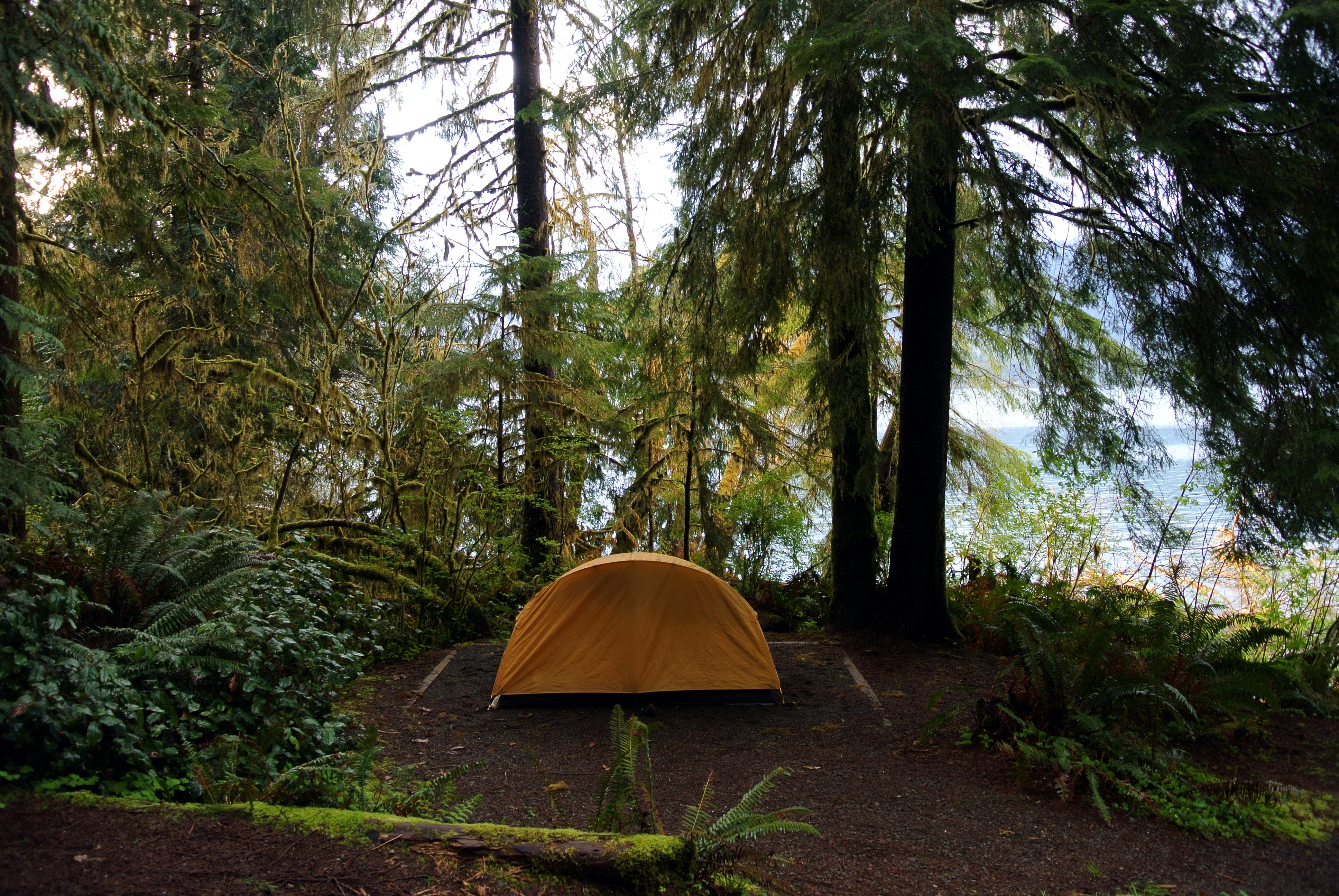
Camping au bord du lac Quinault
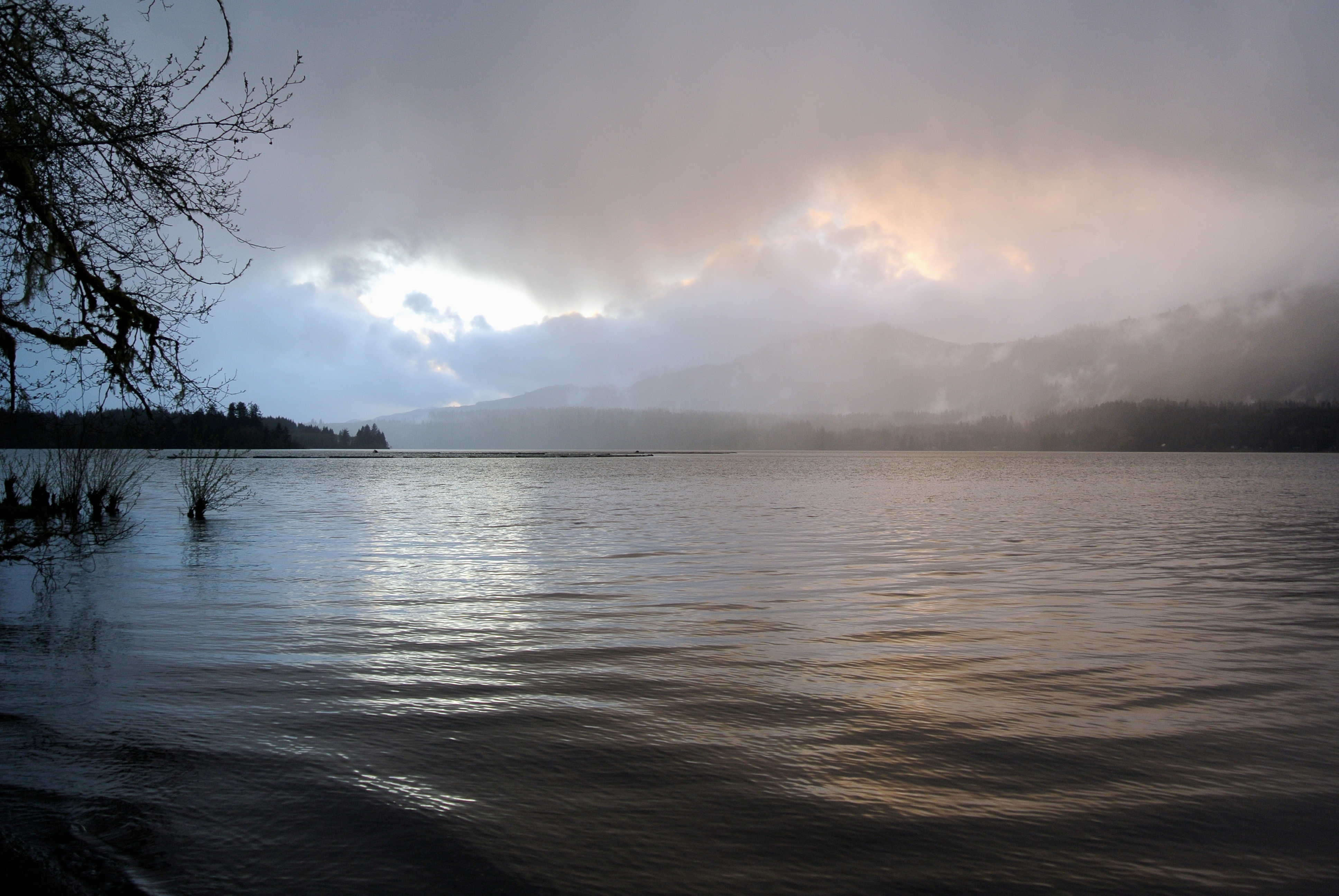
Lac Quinault et forêt humide dans la brume
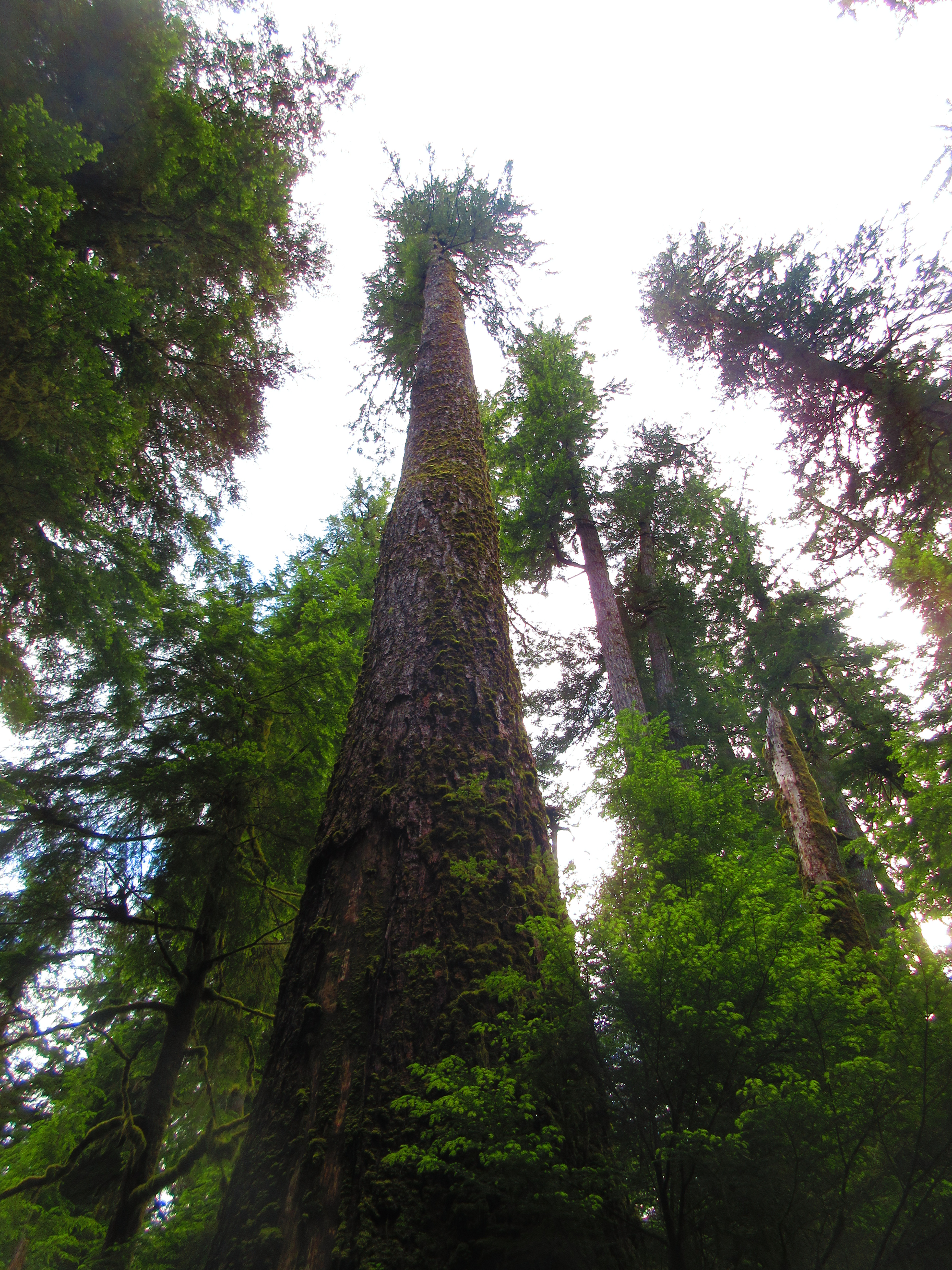
Cèdres rouges de l'Ouest
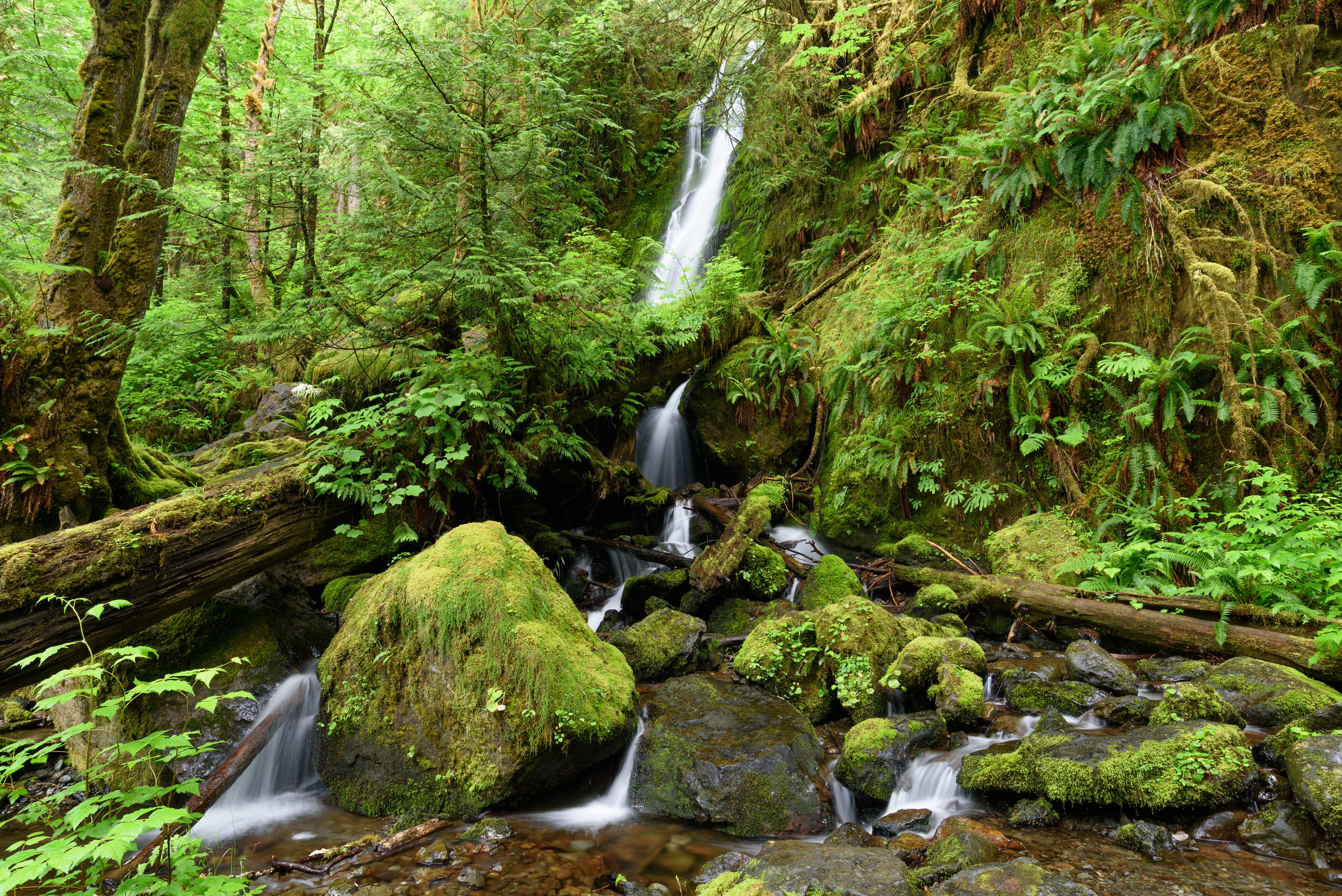
La chute Merriman dans la forêt humide. Juin 2018.

Située du côté ouest des montagnes Olympiques, la vallée de Quinault a été creusée par un glacier et se termine au lac Quinault. 
La forêt humide tempérée de Quinault est une zone touristique avec un certain nombre de stations balnéaires et de lodges situés de chaque côté du lac Quinault. 

## Voir également
- Van Pelt, Robert (2001) Forest Giants of the Pacific Coast, University of Washington Press, Seattle.  (ISBN 0-295-98140-7)
- Parc national Olympique - Forêts pluviales tempérées
- Parc national Olympique - Quinault
- Forêt nationale Olympique